# 太平洋風暴
『太平洋風暴』（はわい・みっどうぇいだいかいくうせん　たいへいようのあらし）是1960年4月26日上映的日本戰爭電影，描述日美太平洋戰爭，從珍珠港事變到中途島海戰的經過，當時在美國上映時非常受歡迎，在電影《中途島》的許多戰爭畫面皆是剪接此片而來。

## 劇情概要
昭和16年（西元1941年）12月，日美兩國外交關係破裂，世界性的太平洋戰爭將一觸即發，聯合艦隊的飛龍號指揮官收到聯合艦隊司令官山本五十六的命令攻擊珍珠港，友成大尉隊長帶領下珍珠港攻擊獲得成功後（其原型人物應為友永丈市，並未參與珍珠港攻擊，中途島作戰為其初次在飛龍號上作戰），日本氣勢正旺，一路南下突破印度洋和南洋群島，更繼續向太平洋推進，攻擊美國在中途島的太平洋艦隊，日軍和美軍在中途島外海展開激烈的海空大決戰，因為情報的錯誤，使得南雲忠一下令中途更換裝備延誤了戰機，被美軍航空母艦派出的艦載機擊沉了赤城號、加賀號、蒼龍號三艘正規航母，只剩下飛龍號倖存，而友成大尉在戰役中撞上了美軍航母約克城號，機毀人亡壯烈犧牲，最後飛龍號遭到美軍的猛烈攻擊，即將沉沒，指揮官和艦長決定艦亡人亡，一起沉入太平洋海底……

## 演員

### 第二航空戰隊空母飛龍
- 北見中尉：夏木陽介
- 松浦中尉：佐藤允
- 第二航空戰隊司令長官山口多聞：三船敏郎
- 友成大尉：鶴田浩二
- 飛龍號艦長加來止男：田崎潤
- 先任參謀：池部良
- 飛行長：平田昭彥
- 深瀨大尉：小泉博
- 機關長：小杉義男
- 航空參謀：土屋嘉男
- 通信参謀：伊藤久哉
- 機關参謀：大友伸
- 軍醫梅崎中尉：太刀川寬
- 谷川一飛曹：西條康彦
- 渡邊一飛曹：三浦敏男

### 連合艦隊
- 山本五十六：藤田進

### 第一航空戰隊空母赤城
- 南雲忠一：河津清三郎
- 通信參謀：寶田明
- 草鹿參謀長：上原謙
- 整備参謀：堺左千夫
- 戰務参謀：小林桂樹
- 航空参謀：三橋達也
- 作戰参謀：加東大介

### 民間人物
- 啓子：上原美佐
- サト：三益愛子
- 藤作：志村喬

## 外部連結
- 互联网电影数据库（IMDb）上《太平洋風暴》的资料（英文）